# Omar Jarun
Omar Jarun (en árabe: عمر جعرون‎; Ciudad de Kuwait, Kuwait; 10 de diciembre de 1983) es un exfutbolista y entrenador palestino. Es entrenador asistente en el Huntsville City de la MLS Next Pro desde 2023.
Como futbolista, jugaba de defensa central y fue internacional absoluto por la selección de Palestina entre 2007 y 2014; disputó quince encuentros con el seleccionado. A nivel de clubes, un trotamundos, vistió camisetas de equipos de Estados Unidos, Canadá, Polonia, Bélgica e India.
Tras su retiro como jugador en 2017, comenzó su carrera de entrenador en los Estados Unidos.

## Vida personal
Jarun nació en la Ciudad de Kuwait, de madre estadounidense y padre palestino originario de Tulkarem. Migró con su familia a los Estados Unidos durante la primera guerra del Golfo en 1990. Creció en Peachtree City, Georgia.

## Clubes

### Como jugador
| Club                 | País           | Año       |
| -------------------- | -------------- | --------- |
| Fort Wayne Fever     | Estados Unidos | 2004      |
| Chicago Fire Premier | Estados Unidos | 2005      |
| Atlanta Silverbacks  | Estados Unidos | 2006-2007 |
| Vancouver Whitecaps  | Canadá         | 2008      |
| Flota Świnoujście    | Polonia        | 2009-2010 |
| Pogoń Szczecin       | Polonia        | 2010      |
| FC Tampa Bay         | Estados Unidos | 2011      |
| Arka Gdynia          | Polonia        | 2011-2012 |
| Charleroi            | Bélgica        | 2012-2013 |
| Ottawa Fury          | Canadá         | 2014      |
| Bharat FC            | India          | 2015      |
| Peachtree City MOBA  | Estados Unidos | 2016-2017 |

### Como entrenador
| Club                            | País           | Año           |
| ------------------------------- | -------------- | ------------- |
| Peachtree City MOBA (Asistente) | Estados Unidos | 2017          |
| Peachtree City MOBA             | Estados Unidos | 2018          |
| Atlanta United (Academia)       | Estados Unidos | 2018-2021     |
| Atlanta United 2 (asistente)    | Estados Unidos | 2021-presente |
| Huntsville City (asistente)     | Estados Unidos | 2023-presente |

## Palmarés

### Títulos nacionales
| Título             | Club                | País           | Año  |
| ------------------ | ------------------- | -------------- | ---- |
| USL First Division | Vancouver Whitecaps | Estados Unidos | 2008 |

### Títulos internacionales
| Título                 | Selección              | País     | Año  |
| ---------------------- | ---------------------- | -------- | ---- |
| Copa Desafío de la AFC | Selección de Palestina | Maldivas | 2014 |